# Rivula arizanensis
Rivula arizanensis är en fjärilsart som beskrevs av Alfred Ernest Wileman 1916. Rivula arizanensis ingår i släktet Rivula och familjen nattflyn. Inga underarter finns listade.